# Mesão Frio
Mesão Frio é uma vila portuguesa localizada no Distrito de Vila Real e englobada na sub-região Douro pertencente à região do Norte. 
É sede do Município de Mesão Frio que tem uma área total de 26,65 km2, 3.485 habitantes em 2023 e uma densidade populacional de 130,8 habitantes por km2, subdividido em 5 freguesias. O município é limitado a norte e a leste por Peso da Régua, a sul por Lamego e Resende e a oeste por Baião.
Em Mesão Frio as paisagens são verdadeiras atrações turísticas a contemplar, através dos Miradouros do Monte de São Silvestre, do Lugar do Imaginário e do Lugar de Donsumil. Com uma esplêndida paisagem sobre o Douro, para além das várias igrejas dispersas pelas freguesias do concelho, o Convento Franciscano do Varatojo (séc. XVIII) que serve atualmente de edifício da Câmara Municipal, é também um dos monumentos de referência.

## Património histórico
- Casa do escritor Domingos Monteiro - Freguesia de Santo André
- Casa Macaca do Pelourinho - Freguesia de Barqueiros
- Casa da Vista Alegre - Freguesia de Barqueiros
- Casa do Povo de Barqueiros - Freguesia de Barqueiros
- Pelourinho de Barqueiros - Freguesia de Barqueiros
- Marcos Pombalinos Séc. XVIII - Freguesia de Barqueiros
- Castro de Céltico - Freguesia de Cidadelhe
- Casa da Quinta do Côtto - Freguesia de Cidadelhe
- Casa do Outeiro - Freguesia de Cidadelhe
- Casa do Paço - Freguesia de Cidadelhe
- Casa do Terreiro - Freguesia de Cidadelhe
- Marco Pombalino Séc. XVIII - Freguesia de Cidadelhe
- Ponte dos Martinhos - Época Romana - Freguesia de Cidadelhe
- Casa da Quinta Nova - Freguesia de Oliveira
- Casa D' Além - Freguesia de Oliveira
- Casa das Torres - Freguesia de Oliveira
- Casa de Sant'Ana - Freguesia de Oliveira
- Casa do Castelo - Freguesia de Oliveira
- Casa da Carreira - Freguesia de Santo André
- Casa da Gafaria - Freguesia de Santo André
- Casa da Picota - Freguesia de Santo André
- Casa da Rede - Freguesia de Santo André
- Casa do Cabo De Vila - Freguesia de Santo André
- Casa dos Fragosos - Freguesia de Santo André
- Casa Vale do Couto - Freguesia de Santo André
- Chafariz das Fontaínhas- Freguesia de Santo André
- Chafariz do Largo do Cruzeiro - Freguesia de Santo André
- Cruzeiro - Freguesia de Santo André
- Pelourinho - Freguesia de Santo André
- Ponte de Carrapatelo - Freguesia de Santo André
- Casa de Carrapatelo  Albertina de Araújo- Freguesia de Santo André
- Torre da Igreja de Santa Cristina- Freguesia de Santo André
- Arcas Tumulares Românicas - Freguesia de Santo André
- Casa da Ordem Terceira - Freguesia de Santo André
- Casa do Asilo - Freguesia de Santo André
- Casa dos Guedes - Freguesia de Santo André
- Casa dos Negrões - Freguesia de Santo André
- Convento Franciscano - Freguesia de Santo André
- Antigo Hospital de Mesão Frio - Freguesia de Santo André
- Casa do Registro - Freguesia de Santo André
- Casa dos Cabrais - Freguesia de Santo André
- Chafariz do Largo da Independência - Freguesia de Santo André
- Marco Pombalino séc. XVIII - Freguesia de Santo André
- Casa de Santiago - Freguesia de Vila Marim
- Casa de Valdourigo - Freguesia de Vila Marim
- Casa do Granjão - Freguesia de Vila Marim
- Casa do Paço - Freguesia de Vila Marim
- Casa do Salgueiral - Freguesia de Vila Marim
- Chafariz de Vila Marim - Freguesia de Vila Marim
- Casa do Povo de Vila Marim - Freguesia de Vila Marim
- Marco Pombalino Séc. XVIII - Freguesia de Vila Marim
- Ponte Cavalar - Freguesia de Vila Marim

## Património religioso
- Igreja Matriz de Vila Marim - Freguesia de Vila Marim
- Igreja Matriz de Barqueiros - Freguesia de Barqueiros
- Igreja Matriz de Cidadelhe - Freguesia de Cidadelhe
- Igreja Matriz de Oliveira - Freguesia de Oliveira
- Igreja Matriz de Santa Cristina - Freguesia de Santo André
- Igreja Matriz de Vila Jusã - Freguesia de Santo André
- Igreja Matriz de São Nicolau - Freguesia de Santo André
- Capela Nossa srª da Conceição - Freguesia de Barqueiros
- Capela do Cemitério de Barqueiros - Freguesia de Barqueiros
- Capela de Nossa Sr.ª da Conceição (Lugar da Forca) - Freguesia de Vila Marim
- Capela de Nossa Sr.ª da Conceição - Rede - Freguesia de Vila Marim
- Capela de São Caetano - Freguesia de Vila Marim
- Capela de Santo António - Freguesia de Vila Marim
- Capela do Mártir São Sebastião - Freguesia de Vila Marim
- Capela de Santa Rita - Freguesia de Santo André
- Capela de São Lázaro - Freguesia de Santo André
- Capela de Santo António - Freguesia de Santo André
- Capela de São Gonçalo - Freguesia de Cidadelhe
- Capela Nossa sr.ª da Piedade - Freguesia de Oliveira
- Capela de Santa Bárbara - Freguesia de Oliveira
- Capela de São Silvestre - Freguesia de Santo André
- Capela de Nossa Senhora do Rosário - Freguesia de Vila Marim
- Alminhas junto ao Cemitério de Mesão Frio - Freguesia de Santo André
- Alminhas da Calçada - Freguesia de Vila Marim
- Alminhas de Santa Cristina - Freguesia de Santo André
- Nossa sr.ª da Boa Passagem (Margem sul do Rio Douro) - Freguesia de Barqueiros
- Senhor dos Perdidos - Freguesia de Santo André

## Evolução da população do município
★ Os Recenseamentos Gerais da população portuguesa tiveram lugar a partir de 1864, regendo-se pelas orientações do Congresso Internacional de Estatística de Bruxelas de 1853. Encontram-se disponíveis para consulta no site do Instituto Nacional de Estatística (INE). 

| Número de habitantes | Número de habitantes | Número de habitantes | Número de habitantes | Número de habitantes | Número de habitantes | Número de habitantes | Número de habitantes | Número de habitantes | Número de habitantes | Número de habitantes | Número de habitantes | Número de habitantes | Número de habitantes | Número de habitantes | Número de habitantes |
| -------------------- | -------------------- | -------------------- | -------------------- | -------------------- | -------------------- | -------------------- | -------------------- | -------------------- | -------------------- | -------------------- | -------------------- | -------------------- | -------------------- | -------------------- | -------------------- |
| 1864                 | 1878                 | 1890                 | 1900                 | 1911                 | 1920                 | 1930                 | 1940                 | 1950                 | 1960                 | 1970                 | 1981                 | 1991                 | 2001                 | 2011                 | 2021                 |
| 6 050                | 7 284                | 8 183                | 6 935                | 7 182                | 6 751                | 7 576                | 8 205                | 8 109                | 7 424                | 5 800                | 6 335                | 5 519                | 4 926                | 4 433                | 3 547                |

(Obs.: Número de habitantes "residentes", ou seja, que tinham a residência oficial neste município à data em que os censos  se realizaram.)	
| Número de habitantes por grupo etário | Número de habitantes por grupo etário | Número de habitantes por grupo etário | Número de habitantes por grupo etário | Número de habitantes por grupo etário | Número de habitantes por grupo etário | Número de habitantes por grupo etário | Número de habitantes por grupo etário | Número de habitantes por grupo etário | Número de habitantes por grupo etário | Número de habitantes por grupo etário | Número de habitantes por grupo etário | Número de habitantes por grupo etário | Número de habitantes por grupo etário |
| ------------------------------------- | ------------------------------------- | ------------------------------------- | ------------------------------------- | ------------------------------------- | ------------------------------------- | ------------------------------------- | ------------------------------------- | ------------------------------------- | ------------------------------------- | ------------------------------------- | ------------------------------------- | ------------------------------------- | ------------------------------------- |
|                                       | 1900                                  | 1911                                  | 1920                                  | 1930                                  | 1940                                  | 1950                                  | 1960                                  | 1970                                  | 1981                                  | 1991                                  | 2001                                  | 2011                                  | 2021                                  |
| 0-14 Anos                             | 2 458                                 | 2 703                                 | 2 427                                 | 2 579                                 | 2 857                                 | 2 652                                 | 2 467                                 | 1 785                                 | 1 879                                 | 1 369                                 | 812                                   | 579                                   | 326                                   |
| 15-24 Anos                            | 1 216                                 | 1 285                                 | 1 386                                 | 1 493                                 | 1 461                                 | 1 470                                 | 1 238                                 | 955                                   | 1 156                                 | 981                                   | 844                                   | 531                                   | 354                                   |
| 25-64 Anos                            | 2 773                                 | 2 830                                 | 2 768                                 | 3 054                                 | 3 310                                 | 3 375                                 | 3 162                                 | 2 450                                 | 2 543                                 | 2 463                                 | 2 419                                 | 2 394                                 | 1 844                                 |
| = ou > 65 Anos                        | 433                                   | 461                                   | 313                                   | 437                                   | 466                                   | 539                                   | 557                                   | 610                                   | 757                                   | 706                                   | 851                                   | 929                                   | 1 023                                 |

(Obs: De 1900 a 1950 os dados referem-se à população "de facto", ou seja, que estava presente no concelho à data em que os censos se realizaram. Daí que se registem algumas diferenças relativamente à designada "população residente")

## Política

### Eleições autárquicas[6]
| Data | %       | V       | %     | V     | %       | V       | %              | V            | %              | V      | %              | V   | %     | V   | %              | V       | Participação |                |
| Data | PPD/PSD | PPD/PSD | PS    | PS    | CDS-PP  | CDS-PP  | FEPU/APU/CDU   | FEPU/APU/CDU | UDP/BE         | UDP/BE | PPM            | PPM | IND   | IND | PSD-CDS        | PSD-CDS | Participação |                |
| ---- | ------- | ------- | ----- | ----- | ------- | ------- | -------------- | ------------ | -------------- | ------ | -------------- | --- | ----- | --- | -------------- | ------- | ------------ | -------------- |
| Data | 1976    | 54,32   | 3     | 29,79 | 2       | 6,72    | -              | 2,77         | -              |        |                |     |       |     |                |         |              | 61,43 / 100,00 |
| 1979 | 58,09   | 3       | 30,35 | 2     |         |         | 4,40           | -            | 1,75           | -      | 74,83 / 100,00 |     |       |     |                |         |              |                |
| 1982 | 61,22   | 4       | 22,79 | 1     | 7,96    | -       | 2,81           | -            |                |        | 70,76 / 100,00 |     |       |     |                |         |              |                |
| 1985 | 59,90   | 3       | 34,28 | 2     |         |         | 1,56           | -            | 70,95 / 100,00 |        |                |     |       |     |                |         |              |                |
| 1989 | 39,82   | 2       | 39,55 | 2     | 1,47    | -       | 15,15          | 1            | 75,42 / 100,00 |        |                |     |       |     |                |         |              |                |
| 1993 | 62,05   | 3       | 33,40 | 2     | 0,92    | -       |                |              | 75,25 / 100,00 |        |                |     |       |     |                |         |              |                |
| 1997 | 62,78   | 4       | 29,09 | 1     | 3,36    | -       | 1,02           | -            | 72,77 / 100,00 |        |                |     |       |     |                |         |              |                |
| 2001 | 52,72   | 3       | 43,13 | 2     | 0,92    | -       | 0,47           | -            | 73,13 / 100,00 |        |                |     |       |     |                |         |              |                |
| 2005 | 58,30   | 3       | 38,95 | 2     |         |         | 0,58           | -            | 75,45 / 100,00 |        |                |     |       |     |                |         |              |                |
| 2009 | 48,95   | 2       | 49,17 | 3     | 0,36    | -       | 77,62 / 100,00 |              |                |        |                |     |       |     |                |         |              |                |
| 2013 | 35,22   | 2       | 59,39 | 3     | 0,78    | -       | 0,74           | -            | 72,36 / 100,00 |        |                |     |       |     |                |         |              |                |
| 2017 | 20,35   | 1       | 61,55 | 4     | 0,98    | -       | 0,94           | -            | 12,78          | -      | 70,39 / 100,00 |     |       |     |                |         |              |                |
| 2021 | CDS-PP  | CDS-PP  | 48,63 | 3     | PPD/PSD | PPD/PSD | 1,16           | -            |                |        | 32,55          | 2   | 14,15 | -   | 71,19 / 100,00 |         |              |                |

### Eleições legislativas
| Data | %     | %     | %     | %    | %     | %     | %        | %     | %    | %     | %    | %   | %       | % | %  | %  |
| Data | PS    | PSD   | CDS   | PCP  | UDP   | AD    | APU/ CDU | FRS   | PRD  | PSN   | BE   | PAN | PSD CDS | L | CH | IL |
| ---- | ----- | ----- | ----- | ---- | ----- | ----- | -------- | ----- | ---- | ----- | ---- | --- | ------- | - | -- | -- |
| 1976 | 38,03 | 29,79 | 17,58 | 2,44 | 0,66  |       |          |       |      |       |      |     |         |   |    |    |
| 1979 | 25,41 | AD    | AD    | APU  | 1,88  | 52,12 | 10,54    |       |      |       |      |     |         |   |    |    |
| 1980 | FRS   | AD    | AD    | APU  | 1,38  | 55,15 | 6,25     | 24,99 |      |       |      |     |         |   |    |    |
| 1983 | 35,68 | 41,76 | 9,41  | APU  | 0,69  |       | 5,96     |       |      |       |      |     |         |   |    |    |
| 1985 | 19,94 | 40,06 | 9,10  | APU  | 0,96  | 6,50  | 16,59    |       |      |       |      |     |         |   |    |    |
| 1987 | 18,56 | 65,52 | 4,36  | CDU  | 0,34  | 3,43  | 1,84     |       |      |       |      |     |         |   |    |    |
| 1991 | 22,32 | 64,26 | 4,38  | CDU  |       | 3,12  | 0,40     | 1,36  |      |       |      |     |         |   |    |    |
| 1995 | 42,35 | 43,12 | 8,38  | CDU  | 0,33  | 1,83  |          | 0,23  |      |       |      |     |         |   |    |    |
| 1999 | 44,44 | 41,65 | 7,96  | CDU  |       | 1,94  | 0,15     | 0,66  |      |       |      |     |         |   |    |    |
| 2002 | 35,50 | 50,75 | 9,27  | CDU  | 1,24  |       | 0,81     |       |      |       |      |     |         |   |    |    |
| 2005 | 50,38 | 36,37 | 5,75  | CDU  | 1,62  | 2,15  |          |       |      |       |      |     |         |   |    |    |
| 2009 | 42,72 | 36,47 | 10,13 | CDU  | 2,38  | 5,34  |          |       |      |       |      |     |         |   |    |    |
| 2011 | 35,59 | 45,41 | 9,30  | CDU  | 2,01  | 2,33  | 0,44     |       |      |       |      |     |         |   |    |    |
| 2015 | 37,69 | CDS   | PSD   | CDU  | 2,11  | 7,83  | 0,52     | 44,91 | 0,23 |       |      |     |         |   |    |    |
| 2019 | 44,31 | 29,50 | 6,00  | CDU  | 1,85  | 8,36  | 2,36     |       | 0,34 | 0,56  | 0,22 |     |         |   |    |    |
| 2022 | 53,61 | 30,07 | 1,73  | CDU  | 1,05  | 2,46  | 1,15     | 0,42  | 5,02 | 1,62  |      |     |         |   |    |    |
| 2024 | 36,61 | AD    | AD    | CDU  | 32,97 | 1,23  | 2,80     | 1,43  | 0,98 | 16,12 | 2,21 |     |         |   |    |    |

## Freguesias

Freguesias do município de Mesão Frio.

O município de Mesão Frio está dividido em 5 freguesias:
- Barqueiros
- Cidadelhe
- Oliveira
- Mesão Frio (Santo André) - Resultante da agregação das antigas freguesias de Santa Cristina, São Nicolau e Vila Jusã
- Vila Marim

## Equipamentos de utilidade pública
- Biblioteca Municipal de Mesão Frio
- Auditório Municipal de Mesão Frio
- Pavilhão Multiusos de Mesão Frio
- Piscina Municipal Descoberta de Mesão Frio
- Piscina Municipal Coberta de Mesão Frio
- Museu do Triciclo

## Recintos desportivos
- Polidesportivo de Barqueiros
- Polidesportivo de Vila Marim
- Campo das Acácias
- Polidesportivo de Oliveira
- Polidesportivo de Mesão Frio
- Campo de Jogos Municipal de Mesão Frio

## Associações
- Sport Clube de Mesão Frio
- Agrupamento de Escuteiros de Vila Marim Nº. 852
- Associação Cultural e Desportiva de Vila Marim (ACDVM)
- Associação Génese da Aventura
- Os Alio-Virio
- Rancho Folclórico da Casa do Povo de Barqueiros
- Rancho Folclórico de Barqueiros do Douro
- União Futebol Clube de Barqueiros

## Alojamento
- Água Hotels Douro Scala***** - Freguesia de Cidadelhe
- Casa de Canilhas - Freguesia de Mesão Frio Santo André
- Quinta das Torres - Freguesia de Oliveira
- Casa D' Além - Freguesia de Oliveira
- Quinta de São Pedro - Freguesia de Mesão Frio Santo André
- Quinta da Boa Passagem - Freguesia de Barqueiros
- Casa da Quinta de Vale D'Arados - Freguesia de Oliveira
- Casas de Campo de Vila Marim - Freguesia de Vila Marim